# 알기르다스 부트케비추스
알기르다스 부트케비추스(리투아니아어: Algirdas Butkevičius, 1958년 11월 19일~)는 리투아니아의 정치인이다. 2012년부터 2016년까지 리투아니아 총리를 지냈다.